# China Grove (The Doobie Brothers)
"China Grove" is een nummer van de Amerikaanse rockband The Doobie Brothers uit 1973.
Het is afkomstig van hun derde studioalbum, The Captain and Me. Het lied is geschreven en gezongen door Tom Johnston, de oorspronkelijke zanger en tekstschrijver van de band. Johnston componeerde de muziek voordat hij er de teksten bij schreef. De compositie begon met een gitaarriff die hij samen met drummer John Hartman uitwerkte tot een jam met akkoordenstructuur. Hier heeft hij later teksten bij geschreven over een fictief plaatsje in Texas. Pas later leerde Johnston dat er in Texas daadwerkelijk een plaats genaamd China Grove is.  
Het nummer bereikte nummer 15 in de Amerikaanse Billboard Hot 100. In de Nederlandse Top 40 werd de 28e plek behaald en in de Canadese hitlijst de negende positie.

## NPO Radio 2 Top 2000
| Nummer met noteringen in de NPO Radio 2 Top 2000 | '99  | '00  | '01  |
| ------------------------------------------------ | ---- | ---- | ---- |
| China Grove                                      | 1758 | 1548 | 1668 |

1. ↑  Een vetgedrukt getal geeft de hoogste notering aan.
2. ↑  Deze tabel is bijgewerkt tot en met de laatste editie (2024).